# Braathens
Braathens (indtil 1997, Braathens S·A·F·E eller Braathens South American and Far East Air Transport) var et tidligere norsk flyselskab der opererede fra 1946 indtil det blev købt af Scandinavian Airlines System i 2002 og blev til SAS Braathens.
Selskabet blev etableret 26. marts 1946 af den norske skibsreder og entreprenør Ludvig G. Braathen, med det formål at flyve fragt- og passagerflyvninger for sit rederi Ludv. G. Braathens Rederi A/S. Man begyndte at opererer charterflyvinger til Fjernøsten og Sydamerika med et Douglas C-54 Skymaster fly fra US Air Force. Den første kommercielle flyvning fandt sted 30. januar 1947.

## SAS overtager selskabet
Braathens blev overtaget af SAS i 2002 efter flere år med økonomiske problemer som følge af fejlslagne investeringer i de svenske flyselskaber Malmö Aviation og Transwede, samt en stor overkapacitet på det norske hjemmemarked. Mod slutningen rådede virksomheden over 27 Boeing 737 fly af de nyere modeller. Fra maj 2004 blev SAS i Norge og Braathens drevet under det fælles navne "SAS Braathens". Braathens blev 1. marts 2005 fusioneret ind i SAS Braathens og dermed ophørte som et selvstændigt selskab.
Fra 1. maj 2007 blev SAS Braathens omdøbt til SAS Norge, og i 2009 blev selskabet en 100% integreret del af Scandinavian Airlines System.